# Адамс (округ, Іллінойс)
Шаблон:StateAbbr_ 39°59′ пн. ш. 91°11′ зх. д. / 39.99° пн. ш. 91.19° зх. д.
Округ  Адамс (англ. Adams County) — округ (графство) у штаті  Іллінойс, США. Ідентифікатор округу 17001.

## Історія
Округ утворений 1825 року.

## Демографія
За даними перепису 
2000 року 
загальне населення округу становило 68277 осіб, зокрема міського населення було 45326, а сільського — 22951.
Серед мешканців округу чоловіків було 32846, а жінок — 35431. В окрузі було 26860 домогосподарств, 18003 родин, які мешкали в 29386 будинках.
Середній розмір родини становив 3.
Віковий розподіл населення поданий у таблиці:
| Стать    | До 15 років | 15-21 | 22-29 | 30-39 | 40-49 | 50-65 | 65-85 | Понад 85 |
| -------- | ----------- | ----- | ----- | ----- | ----- | ----- | ----- | -------- |
| Чоловіки | 7041        | 3487  | 2987  | 4469  | 4836  | 5070  | 4414  | 542      |
| Жінки    | 6896        | 3435  | 2963  | 4671  | 4887  | 5510  | 5695  | 1374     |

## Суміжні округи
- Генкок — північ
- Скайлер — схід
- Браун — схід
- Пайк — південь
- Меріон, Міссурі — захід
- Люїс, Міссурі — захід

## Виноски
1. ↑  U.S. Decennial Census. United States Census Bureau. Архів оригіналу за 26 квітня 2015. Процитовано 3 липня 2014.
2. ↑  Historical Census Browser. University of Virginia Library. Архів оригіналу за 11 серпня 2012. Процитовано 3 липня 2014.
3. ↑  Population of Counties by Decennial Census: 1900 to 1990. United States Census Bureau. Архів оригіналу за 24 квітня 2014. Процитовано 3 липня 2014.
4. ↑  Census 2000 PHC-T-4. Ranking Tables for Counties: 1990 and 2000 (PDF). United States Census Bureau. Архів оригіналу (PDF) за 18 грудня 2014. Процитовано 3 липня 2014.
5. ↑  State & County QuickFacts. United States Census Bureau. Архів оригіналу за 6 червня 2011. Процитовано 3 липня 2014. [Архівовано 2011-06-06 у Wayback Machine.](англ.) Наведено за англійською вікіпедією.
6. ↑  American FactFinder. Бюро перепису населення США. Архів оригіналу за 26 лютого 2012. Процитовано 31 січня 2008. [Архівовано 2008-05-21 у Wayback Machine.]

| США | Це незавершена стаття з географії США. Ви можете допомогти проєкту, виправивши або дописавши її. |